# 大宮警察署 (埼玉県)
大宮警察署（おおみやけいさつしょ）は、埼玉県さいたま市大宮区にある、埼玉県警察が管轄する警察署の一つ。大規模警察署で、署長は警視正。

## 施設
埼玉県道35号川口上尾線（産業道路）沿いに所在する。鉄筋コンクリート造7階建ての庁舎と、低層の付属施設が二棟ある。敷地は約1万平方メートル、建物の延べ床面積は1万2140平方メートル。冷暖房は地中熱を使用。給油施設もあり、災害時にも近隣約10署の車両を賄える。庁舎6・7階に「埼玉県警察鑑識科学捜査センター」が入る。これは埼玉県警察本部内にあった刑事部鑑識課と、浦和区木崎にあった埼玉県警察科学捜査研究所（旧埼玉県工業技術センター南部研究所跡地を転用）を、大宮警察署の移転に合わせ統合移転したものである。

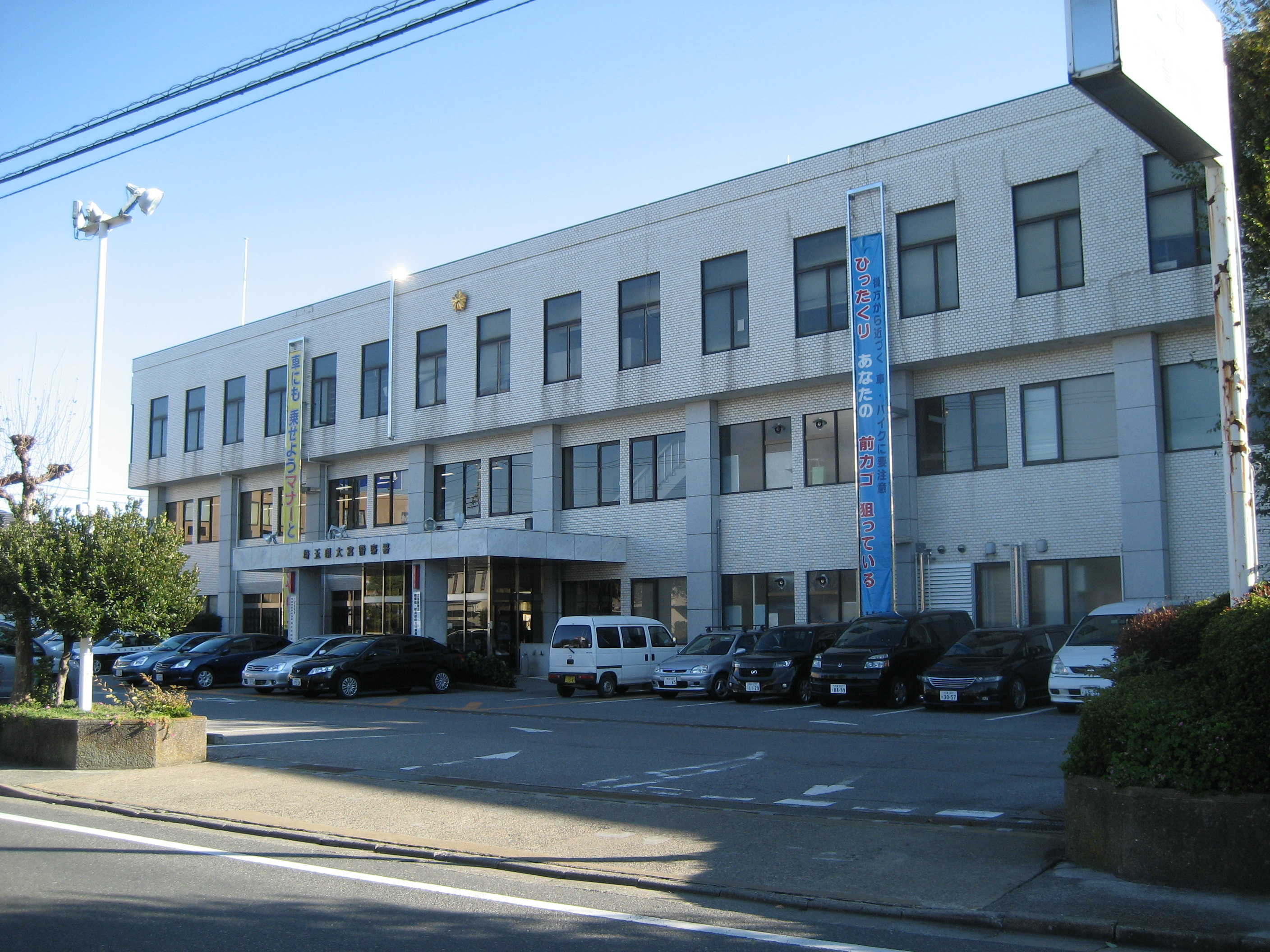
大宮警察署旧庁舎
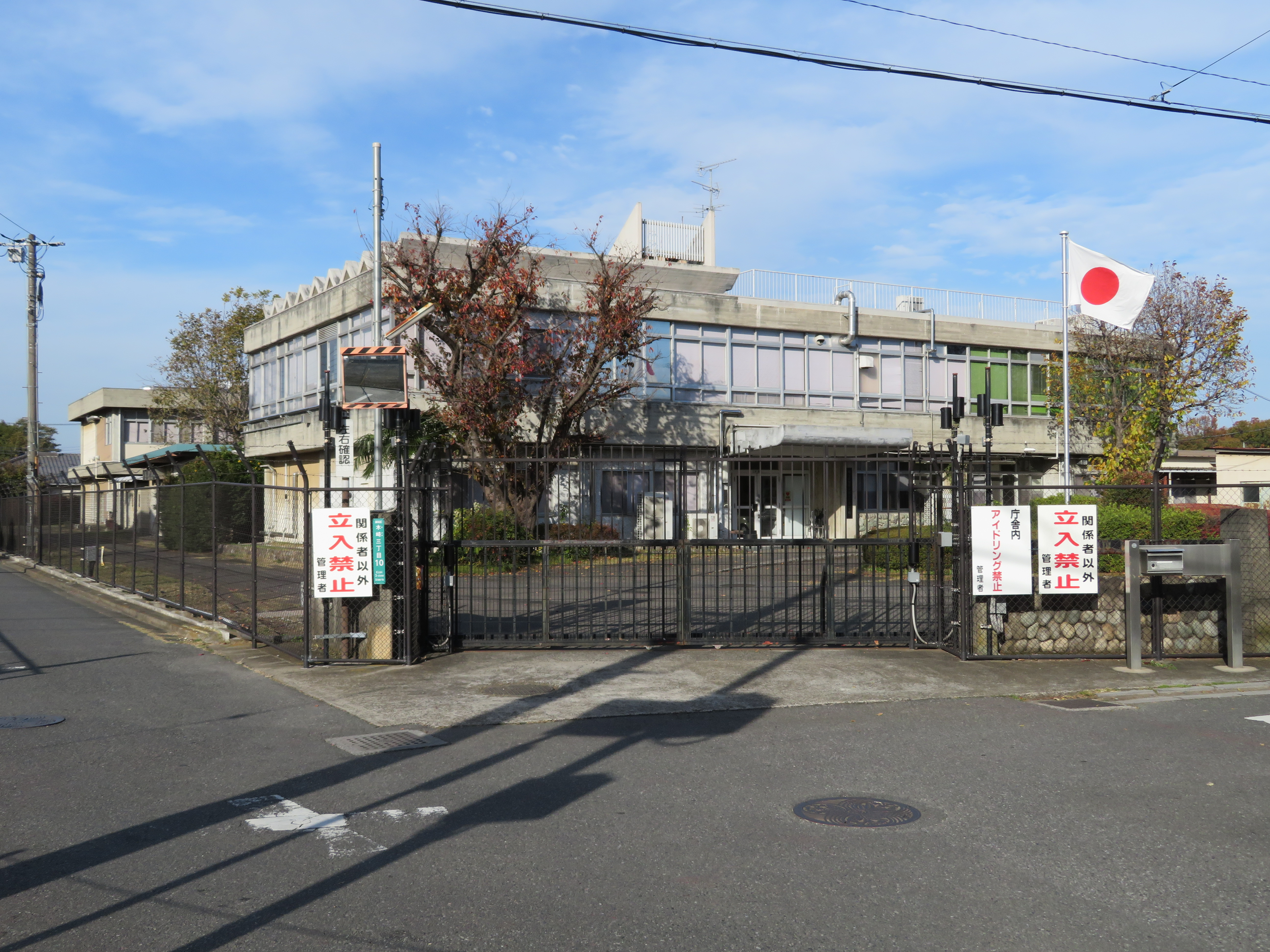
旧科学捜査研究所庁舎

## 所在地
さいたま市大宮区北袋町一丁目197番地7
- 2017年（平成29年）11月26日まで - 大宮区土手町一丁目279番地3

## 管轄区域
- さいたま市
  - 北区
  - 大宮区（上小町、櫛引町一丁目、三橋一 - 四丁目を除く）
  - 中央区（大字上落合、新都心のみ）

## 沿革
- 1948年3月7日

旧警察法の施行に伴い、埼玉県警察部が解体され、自治体警察大宮市警察署として開設。
※ 当時大宮市に編入されていなかった指扇村、馬宮村、植水村、片柳村、七里村、春岡村と、現在の上尾市域にあたる上尾町、平方町、原市町、大石村、上平村、大谷村は、国家地方警察埼玉県大宮地区警察署が管轄していた。
- 1951年7月1日 - 大宮市警察署が大宮市大宮警察署に改称。
- 1954年7月1日 - 新警察法施行に伴い、自治体警察、および国家地方警察が廃止。国家地方警察埼玉県大宮地区警察署と統合し、現在の埼玉県大宮警察署として発足。同時に大宮市西警察署が廃止。大宮市大宮警察署、大宮市西警察署、大宮地区警察署の管轄区域をすべて引き継ぎ、業務開始。
- 1956年6月16日 - 新庁舎が土手町の旧大宮病院裏に完成。大門町より移転する。
- 1970年4月1日 - 上尾警察署開設に伴い、上尾市が管轄区域から分離。
- 1975年9月8日 - 庁舎の建替を行い、この日より建替後の庁舎での業務を開始する。
- 1984年11月1日 - 大宮西警察署開設に伴い、旧・大宮市西部地区（現・西区全域、北区と大宮区の一部）が管轄区域から分離。
- 2003年4月1日 - さいたま市の政令指定都市化に伴い、旧・与野市北部地区（現・中央区のさいたま新都心エリア）が、新たな管轄区域として、浦和西警察署より移管される。さいたま市警察部の調整を受ける。
- 2005年2月1日 - 大宮東警察署開設に伴い、旧・大宮市東部地区（現・見沼区全域）が管轄区域から分離。また、大宮西警察署開設時に分離した北区の地域が、再び管轄区域に戻る。
- 2015年3月3日 - 本郷交番が北区吉野町一丁目41番地12に移転し、吉野町交番に改称する。
- 2017年11月27日 - 旧庁舎の老朽化・狭隘化のため、さいたま新都心近くの大宮区北袋町1丁目197-7へ移転。

## 組織
署員は約340名。

## 管内の交番
括弧内は所在地。

### 北区
- 宮原駅前交番（宮原町三丁目822番地）
- 加茂宮交番（植竹町1丁目820番地7）
  - 大宮警察署が管轄区域の南部へ移転したことから、パトカーを配置して機能を強化した。
- 吉野町交番（吉野町1丁目41番地12）
- 土呂駅前交番（土呂町一丁目15番地41）
- 日進駅前交番（日進町二丁目851番地2）

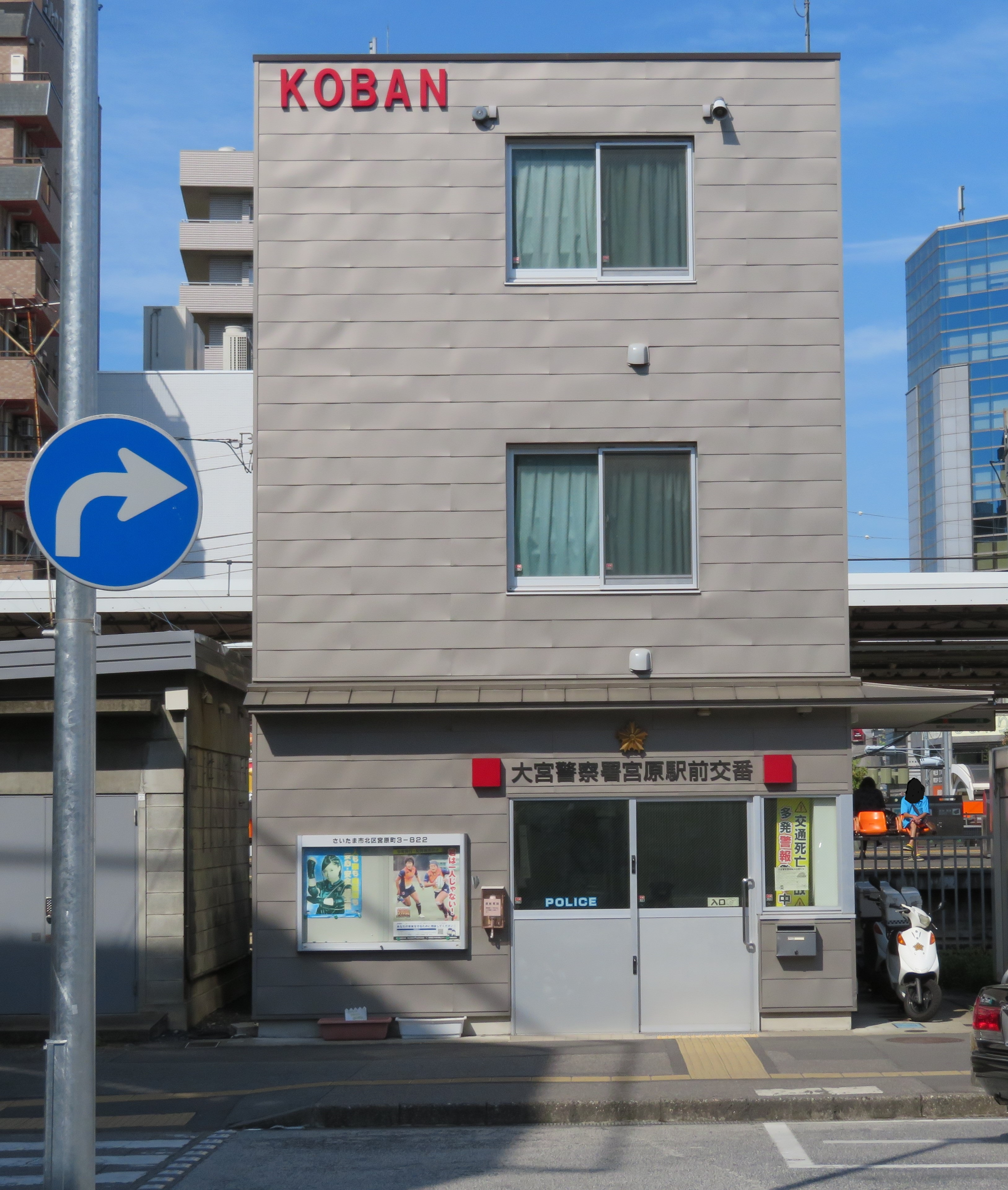
宮原駅前交番
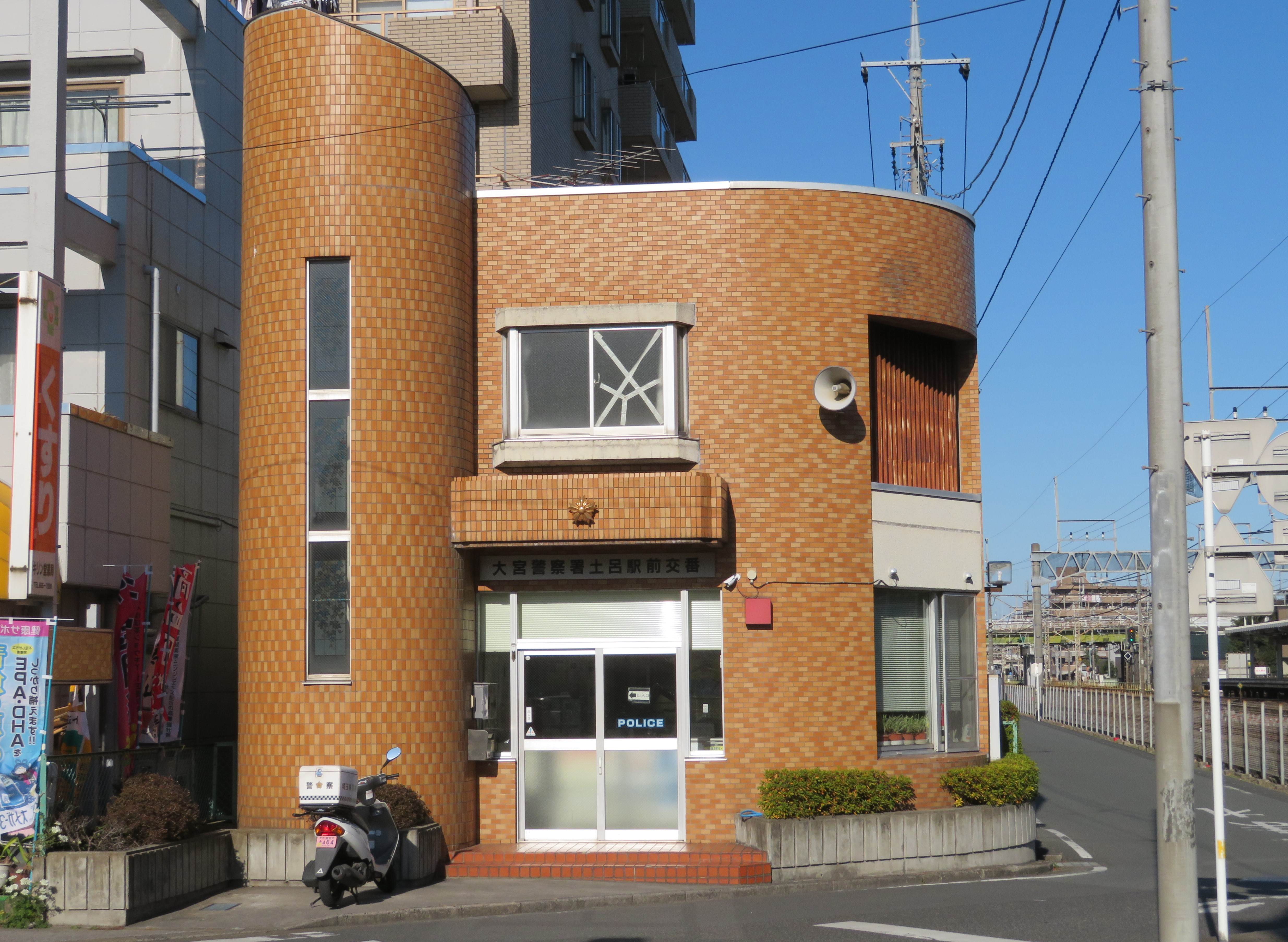
土呂駅前交番

### 大宮区
- 参道交番（東町一丁目1番地）
- 大宮駅東口交番（錦町630番地）
- 寿能交番（寿能町二丁目140番地5）
- 大宮駅西口交番（錦町630番地）

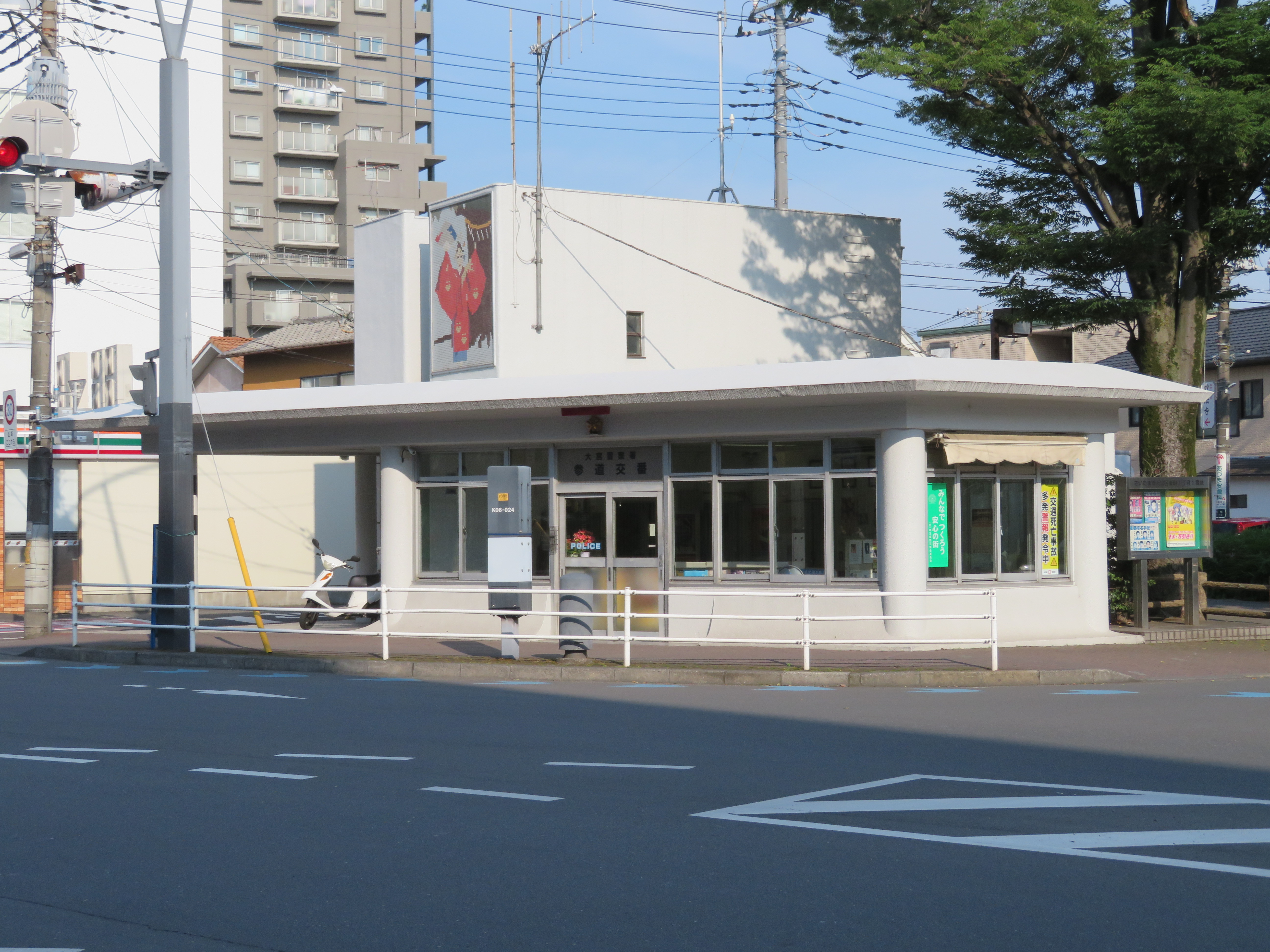
参道交番

### 中央区
- さいたま新都心交番（新都心10番地）

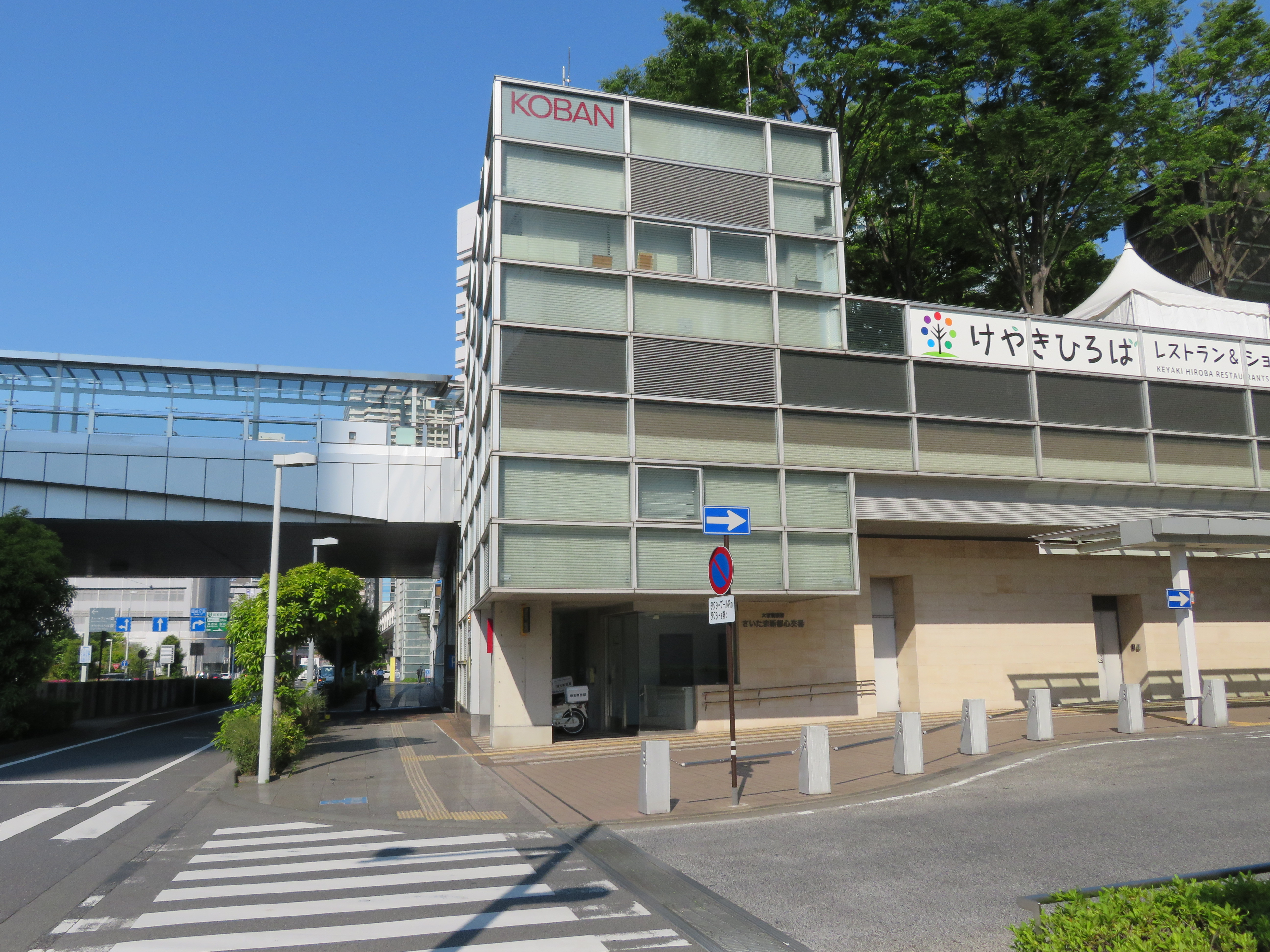
さいたま新都心交番

## かつて設置されていた交番
- 公園交番（大宮区高鼻町3丁目：大宮公園防犯ステーションに変更）
- 大成交番（大宮区大成町1丁目151：大成防犯ステーションに変更）

## アクセス
- 埼玉県道35号川口上尾線（産業道路）上尾方面行き沿い
  - 当該区間は4車線で中央分離帯がある。川口方面行きからは警察署南側の信号機付き交差点を右折して、建物の南側から入る。
- JR東日本さいたま新都心駅東口１番乗り場から東武バスウエスト新都21・大都23系統さいたま市立病院行、新都22系統東新井団地行「大宮警察南」バス停下車すぐ
- JR東日本さいたま新都心駅東口から徒歩約15分